# 166622 Sebastien
166622 Sebastien este o planetă minoră (asteroid) din centura de asteroizi. A fost descoperită pe 27 septembrie 2002 la Observatorul Palomar de Near Earth Asteroid Tracking și a fost numită după Sébastien Rodriguez, searcher⁠(d). 
Obiectul prezintă o orbită caracterizată de o semiaxă mare de 2,9783293613577 UAi, o excentricitate de 0,08, o înclinație de 14 ° în raport cu ecliptica.